# Pedoteri
Els pedoteris (Paedotherium) són un gènere extint de mamífers notoungulats de la família dels hegetotèrids que visqueren a Sud-amèrica des del Miocè superior fins al Plistocè superior, fa entre 12.000 anys i 10 milions d'anys, tot i que hi ha fonts que sostenen que haurien sobreviscut fins a l'Holocè. Se n'han trobat restes fòssils a les províncies argentines de Buenos Aires, Catamarca, Córdoba, Entre Ríos, La Pampa, La Rioja, Mendoza, Salta i San Luis. Hauria ocupat un nínxol ecològic similar al que ocupen els conills del gènere Sylvilagus o la llebre del Chaco avui en dia.